# Liste de séismes en Allemagne

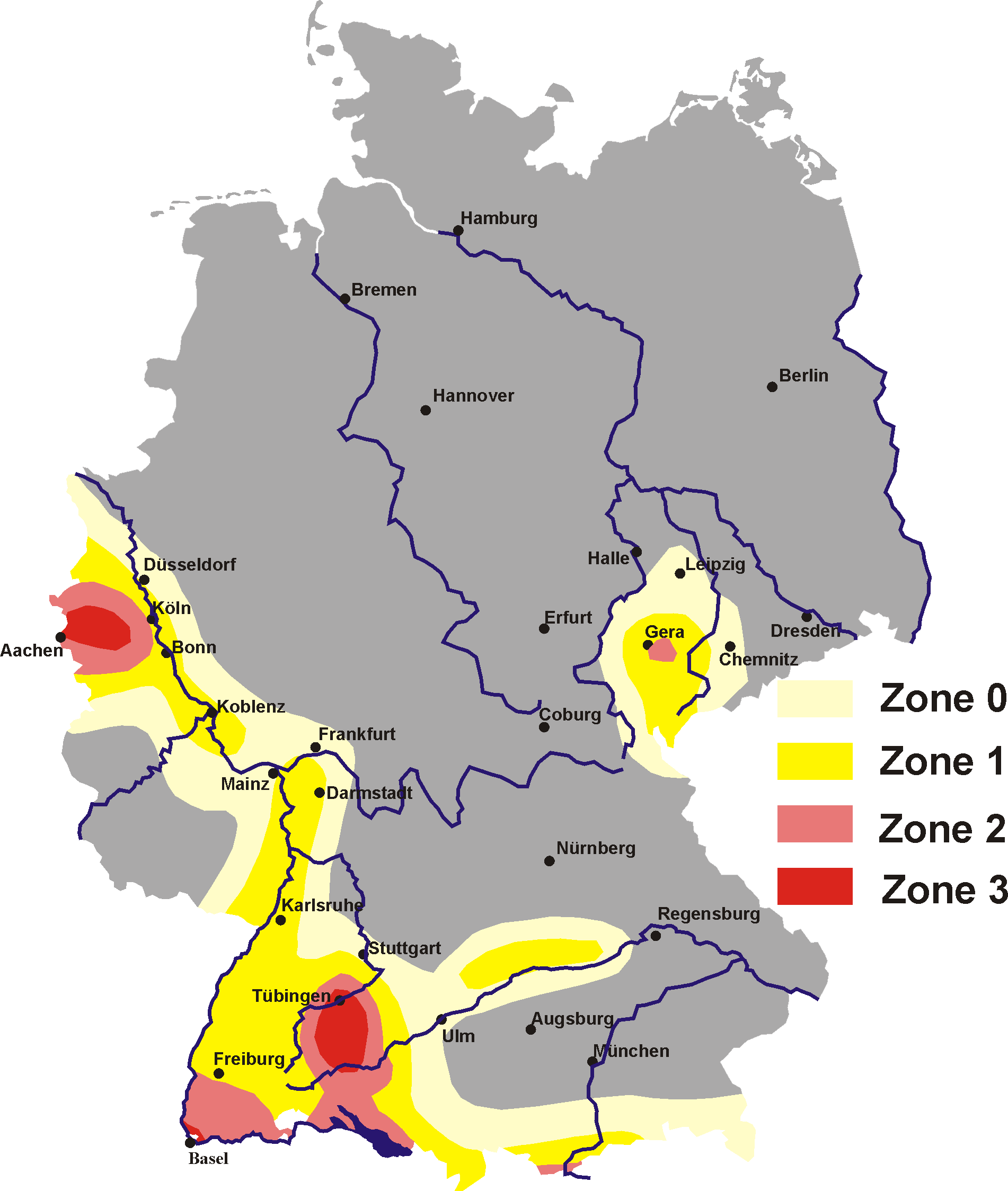
Zones sismiques de l'Allemagne.

Les séismes en Allemagne sont en général relativement faibles. Certains d'entre eux se produisent dans des zones de minage.
La plupart des séismes se produisent dans des zones sismiques associées au fossé rhénan, qui s'étend de Bâle, en Suisse, à travers les pays du Benelux, particulièrement dans la Cologne Bight (en). 
D'autres zones sismiques se situent à la frontière nord des Alpes, près du lac de Constance, dans le Vogtland, autour des plaines de Gera et de Leipzig,.

## Liste de séismes
| Date                      | Lieu                          | Magnitude   | Notes |
| ------------------------- | ----------------------------- | ----------- | --- |
| 813                       | Aix-la-Chapelle               | inconnue    | Dommages à la chapelle royale et effondrement de la passerelle reliant cette dernière au palais. |
| 829                       | Aix-la-Chapelle               | inconnue    | Certains édifices endommagés |
| 1223                      | Cologne                       | inconnue    | |
| 1348                      | Altenberg                     | inconnue    | |
| 18 septembre 1640         | Düren                         | inconnue    | Maisons endommagées à Düren et Cologne. |
| 18 octobre 1356           | Bâle                          | 6,2 à 6,5   | Séisme de 1356 à Bâle |
| 1661                      | Dortmund                      | inconnue    | La tour de l'église Saint-Renaud a été endommagée et s'est effondrée par la suite. |
| 16 février 1673           | Remagen                       | inconnue    | Une partie du château de Rolandseck a été détruite. |
| 1692                      | Aix-la-Chapelle               | inconnue    | La tour de l'église Saint-Augustin s'est effondrée. |
| 26–27 décembre 1755       | Aix-la-Chapelle               | inconnue    | Série de plusieurs séismes modérés. |
| 18 février 1756           | Düren                         | 6,1 à 6,4   | Le séisme le plus puissant enregistré en Allemagne à ce jour et l'un des plus puissants en Europe centrale,. L'hypocentre serait situé entre 14 et 16 km. Évalué à VIII sur l'échelle de Mercalli.                                    |
| 19 janvier 1757           | Aix-la-Chapelle.              | inconnue    | |
| 1758                      | Aix-la-Chapelle.              | inconnue    | |
| 1759                      | Aix-la-Chapelle.              | inconnue    | |
| 9 juin 1771               | Aix-la-Chapelle.              | inconnue    | |
| 15 - 16 juillet 1773      | Aix-la-Chapelle.              | inconnue    | |
| 23 février 1828           | Aix-la-Chapelle.              | inconnue    | |
| 19, 22 et 31 octobre 1873 | Herzogenrath                  | inconnue    | Dommages à des édifices. |
| 1877                      | Herzogenrath                  | inconnue    | |
| 26 août 1878              | Tollhausen                    | inconnue    | Une personne tuée, dommages à des immeubles, plusieurs cheminées effondrées à Aix-la-Chapelle. |
| 18 novembre 1881          | Aix-la-Chapelle               | inconnue    | Séisme d'importance senti à Aix-la-Chapelle, Cologne, Düsseldorf, Arnsberg, Münster et dans certaines parties de la Belgique et des Pays-Bas. Réplique le 24 novembre                                                                 |
| 16 novembre 1911          | près de Albstadt, Jura souabe | ML=6,1.     | |
| 20 - 23 novembre 1932     | Aix-la-Chapelle               | inconnue    | |
| 14 mars 1951              | près de Euskirchen            | 5,8         | A mené à l'établissement du centre d'étude des séismes de Bensberg,. |
| 22 janvier 1970           | Tübingen                      | inconnue    | Le château de Tübingen a été ébranlé. Le séisme a également endommagé l'église Maria Zell près de Hechingen. |
| 19 février 1971           | Ruremonde, Pays-Bas           | ML=4,7      | Épicentre près de la frontière allemande. |
| 2 juin 1977               | Soltau.                       | 4,0         | |
| 3 septembre 1978          | Jura souabe                   | ML=5,7      | Le château de Hohenzollern a été fermé après avoir subi plusieurs dégâts dus au séisme. 15 personnes auraient été blessées à Gäufelden, Burladingen et Onstmettingen. Une vingtaine de personnes ont dû être déterrées des décombres. |
| 24 mai 1982               | Waldfeucht                    | ML=3,2      | |
| 1983                      | Liège                         | ML=5,1      | |
| 11 décembre 1985          | Simpelveld, Pays-Bas          | ML=2 et 3,5 | Deux séismes le long de la frontière à Simpelveld, Pays-Bas. |
| 13 mars 1989              | Vacha                         | 5,7         | A pu être causé par un dynamitage dans une mine de potasse de la République démocratique allemande. Le séisme a été ressenti également en Allemagne de l'Ouest. Trois villageois de Vacha ont été blessés,.                           |
| 13 avril 1992             | Roermond                      | 5,3 Mw      | Séisme de 1992 à Roermond (en). |
| 22 juillet 2002           | Alsdorf                       | 5,0         | À 7:41 am, évalué à VI sur l'échelle de Mercalli à l'épicentre, d'une profondeur de 14,4 km. Aucun blessé, faibles dommages aux immeubles. Le séisme a également été ressenti dans certaines parties du Ruhr.                         |
| 20 octobre 2004           | Neuenkirchen                  | 4,5         | Avant 9:00 am. Le séisme le plus fort dans les environs depuis 1977. |
| 5 décembre 2004           | Waldkirch                     | 5,2         | Épicentre près de Fribourg-en-Brisgau. Des dommages évalués à 10 millions d'euros, principalement des fissures dans des murs. |
| 3 août 2007               | Plaidt                        | 3,9         | À 4:58 am, ressenti à Coblence, dans l'arrondissement de Westerwald, l'arrondissement de Rhin-Sieg, à Euskirchen, Bonn et Cologne. |
| 12 décembre 2007          | Duisbourg                     | 3,2         | |
| 24 janvier 2008           | Duisbourg                     | 3,0         | |
| 24 juillet 2009           |                               | 3,3 MW,.    | |
| 10 septembre 2009         | Arrondissement de Westerwald  | 2,7         | À 2:40 pm, épicentre à Eitelborn, ressenti à Montabaur, Neuwied et Bad Ems. |
| 14 février 2011           | Nassau (Lahn)                 | 4,4         | ,. |
| 8 septembre 2011          | Xanten                        | 4,5         | À 9:04 pm, épicentre à Xanten. |
| 30 mars 2014              | Darmstadt                     | 3,2         | À 5:48 pm. |
| 17 mai 2014               | Darmstadt                     | 4,2         | À 6.46 pm. |
| 8 juin 2014               | Darmstadt                     | 3,3         | À 4:15 pm. |